# Daniel Aceves
Daniel Aceves est un lutteur mexicain spécialiste de la lutte gréco-romaine né le 18 novembre 1964 à Mexico.

## Biographie
Daniel Aceves participe aux Jeux olympiques d'été de 1984 à Los Angeles dans la catégorie des poids mouches et remporte la médaille d'argent.